# Anton Axélo
Anton Axélo, född 14 januari 1984, är en svensk producent, låtskrivare och popartist.

## Biografi
Anton Axélo startade sin musikkarriär i gruppen Speakers Corner tillsammans med Tim Karlsson 1999. Tillsammans släppte de bland annat EP:n "Från då till nu" och gjorde spelningar på bland annat Hultsfredsfestivalens demoscen och Peace & Love.
År 2004 släppte han sitt första soloalbum, Oljeglas, via indiebolaget PayPerBag Records. Låten "Jag har försökt" från albumet blev veckans nykomling på P3 Street. 
Han släppte sitt andra soloalbum, Lycka i lösvikt, den 5 maj 2010, på egna skivbolaget Axélo Records. Albumet gästades av progglegenden Mikael Wiehe och videon till den dåvarande singeln "Stå upp för ditt kvarter" blev veckans hitvarning på ZTV.
Under 2014 hade Anton Axélo ett samarbete med Norstedts bokförlag med ett specialskrivet soundtrack till Cilla och Rolf Börjlinds roman Svart gryning, där singeln "Trehundrasextiofem" släpptes tillsammans med boken. Samma år skrev han kontrakt med Warner Music. Senare skrev Anton Axélo kontrakt med PIAS, ett av världens största indiebolag och deras samarbete blev också det första för PIAS i Norden.
2016 skrev Anton Axélo tillsammans med Esther Vallee och Jonas Quant låten "Your Name" som blev en av de mest spelade låtarna i Sveriges Radio P3 sommaren 2016.
2017 gick Anton Axélo över mer och mer till att börja producera musik och redan 2018 producerade och skrev Anton Axélo tillsammans med Esther Vallee bl a hennes singel "Higher". 
2020 släpptes hennes Debut- EP "Time's Up", producerad av Anton. 
Anton Axélo har skrivit och producerat musiken till H&M's globala kampanj THE POWER OF STYLE av Forsman & Bodenfors och andra globala varumärken såsom Swarowski, Volvo och Fischer.
Idag är Anton Axélo främst verksam som musikproducent, låtskrivare och topliner och har jobbat med artister och låtskrivare över hela världen däribland Grammisnominerade Mouthe, Parham, Firefox AK, Esther Vallee, Shirin, Magnus Tingsek, Maxida Märak, Dolores Haze, Anansi etc.

## Diskografi

### Producerat av Anton Axélo
| Artist        | Låt                       | År   |                      |
| ------------- | ------------------------- | ---- | -------------------- |
| Anansi        | "Pronto"                  | 2019 | Singel               |
| Anansi        | "Driving"                 | 2020 | Dubbelsingel         |
| Anansi        | "War Times!               | 2020 | Dubbelsingel         |
| Esther Vallee | "Time's Up"               | 2020 | EP                   |
| Maxida Märak  | "Letar lite ljus här"     | 2019 | Från albumet "Utopi" |
| Maxida Märak  | "Kvinnosak"               | 2019 | Från albumet "Utopi" |
| Maxida Märak  | "Skjuter den som sjunger" | 2019 | Från albumet "Utopi" |
| Maxida Märak  | "Svettig"                 | 2019 | Från albumet "Utopi" |
| Maxida Märak  | "Fel sida om slottet"     | 2019 | Från albumet "Utopi" |
| Maxida Märak  | "Kommer aldrig lämna dig" | 2019 | Från albumet "Utopi" |

#### Album som soloartist
- 2004 – Oljeglas
- 2010 – Lycka i lösvikt

### Singlar som soloartist
- 2008 – Kan inte va mä!
- 2009 – Vad spelar det för roll i rymden? feat Simon Magnusson
- 2009 – Två strängar på min fiol feat Mikael Wiehe
- 2010 – Stå upp för ditt kvarter
- 2010 – Ett vackert slut feat Paul Mac Innes
- 2014 – Trehundrasextiofem
- 2014 – Likt förbannat
- 2015 – Kan inte dö nu
- 2015 – Bara vatten